# 前250年
| 千纪： | 前1千纪 |
| 世纪： | 前4世纪 \| 前3世纪 \| 前2世纪                                                                                         |
| 年代： | 前280年代 \| 前270年代 \| 前260年代 \| 前250年代 \| 前240年代 \| 前230年代 \| 前220年代                               |
| 年份： | 前255年 \| 前254年 \| 前253年 \| 前252年 \| 前251年 \| 前250年 \| 前249年 \| 前248年 \| 前247年 \| 前246年 \| 前245年 |
| 纪年： | 齊王建十五年 趙孝成王十六年 魏安僖王二十七年 韓桓惠王二十三年 秦孝文王元年 楚考烈王十三年 衛元君二年 燕王喜五年       |

## 大事記
1. 冬，十月已亥（11月12日），秦孝文王即位，三日薨。子楚立，是為秦莊襄王。尊華陽夫人為華陽太后、夏姬為夏太后。
2. 燕將攻齊聊城，拔之。或譖之燕王喜，燕將保聊城，不敢歸。齊田單攻之，歲餘不下，魯仲連乃為書，約之矢以射城中，遺燕將，為陳利害曰：「為公計者，不歸燕則歸齊。今獨守孤城，齊兵日益而燕救不至，將何為乎？」燕將見書，泣三日，猶豫不能自決，欲歸燕，已有隙；欲降齊，所殺虜於齊甚眾，恐已降而後見辱。喟然歎曰：「與人刃我，寧我自刃！」遂自殺。聊城亂，田單克聊城。歸，言魯仲連於齊王建，欲爵之。仲連逃之海上，曰：「吾富貴而詘於人，寧貧賤而輕世肆志焉！」

## 逝世
- 秦孝文王，秦國君主（出生前302年）。